# Grandfield
Grandfield is een plaats (city) in de Amerikaanse staat Oklahoma, en valt bestuurlijk gezien onder Tillman County.

## Demografie
Bij de volkstelling in 2000 werd het aantal inwoners vastgesteld op 1110.
In 2006 is het aantal inwoners door het United States Census Bureau geschat op 1002, een daling van 108 (-9,7%).

## Geografie
Volgens het United States Census Bureau beslaat de plaats een oppervlakte van
2,1 km², geheel bestaande uit land. Grandfield ligt op ongeveer 345 m boven zeeniveau.

## Plaatsen in de nabije omgeving
De onderstaande figuur toont nabijgelegen plaatsen in een straal van 24 km rond Grandfield.